# Brennus (1891)
Brennus byl predreadnought francouzského námořnictva. Ve službě byl od roku 1896. Roku 1922 byl sešrotován. Byla to první bitevní loď vybavená kotly Belleville. Ve službě plavidlo trpělo přetížením a špatnou stabilitou. Proto musely být zmenšeny nástavby a odstraněny bojové stěžně.

## Stavba

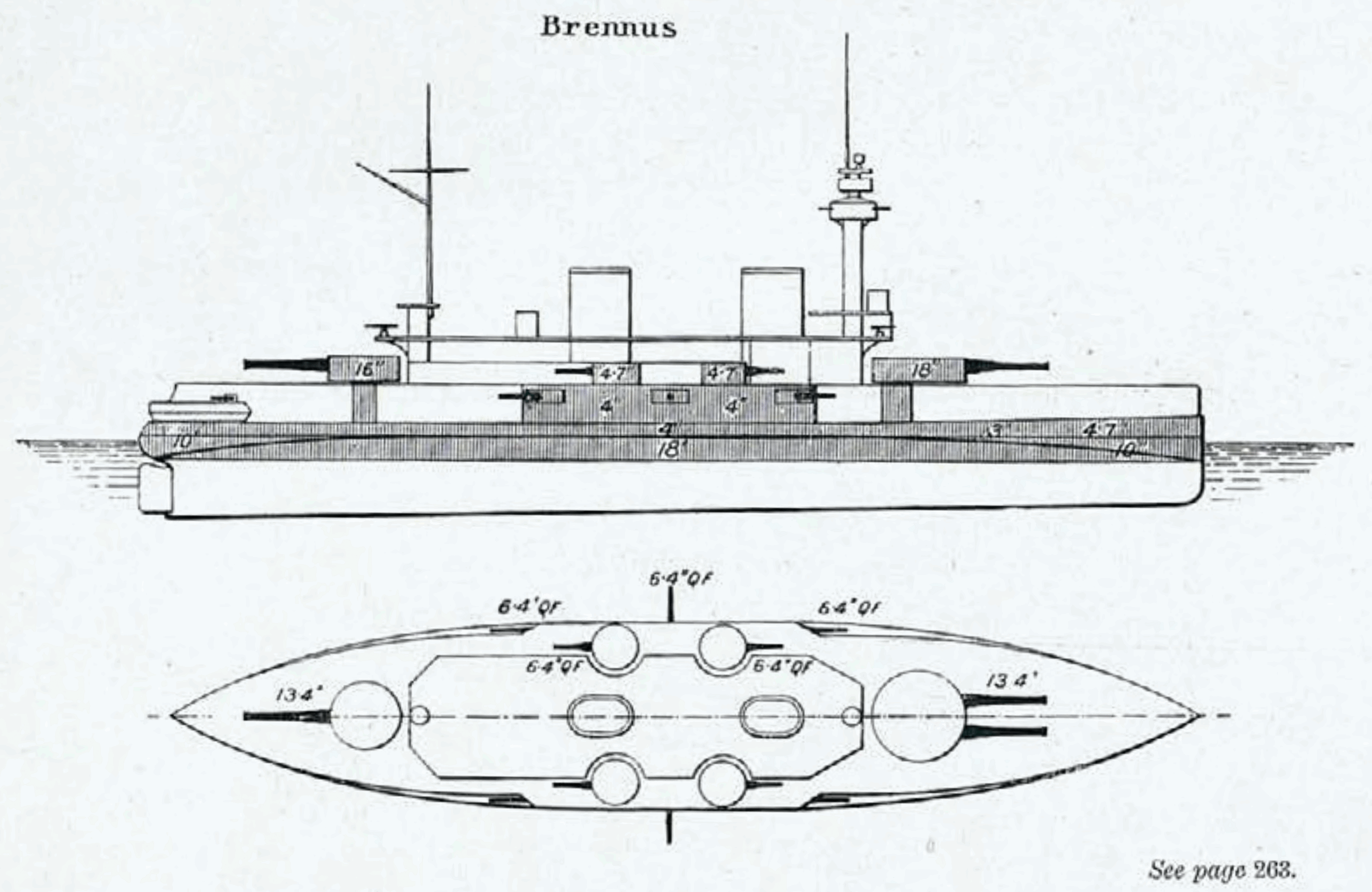
Základní uspořádání třídy

Plavidlo postavila francouzská loděnice Arsenal de Lorient v Lorientu. Stavba byla zahájena v lednu 1889, na vodu byla loď spuštěna v říjnu 1891 a do služby byla přijata v roce červnu 1896.

## Konstrukce

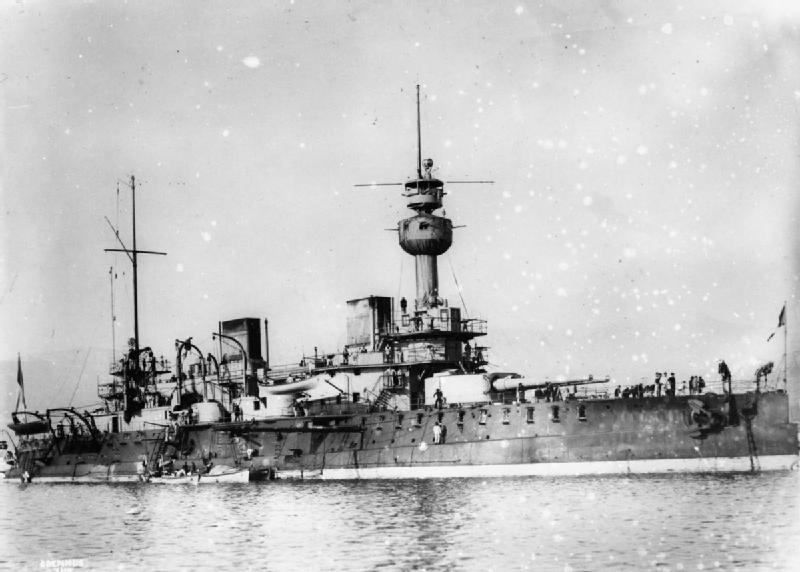
Brennus

Hlavní výzbroj tvořily tři 340mm kanóny ve dvoudělové věži na přídi a jednodělové věži na zádi. Doplňovalo je deset 165mm kanónů sekundární ráže. Lehkou výzbroj představovaly čtyři 65mm kanóny, čtrnáct 47mm kanónů, osm 37mm kanónů a šest pětihlavňových 37mm kanónů. Výzbroj doplňovaly čtyři 450mm torpédomety. Pohonný systém tvořilo 32 kotlů Belleville a dva parní stroje s trojnásobnou expanzí o výkonu 13 900 hp, které poháněly dva lodní šrouby. Nejvyšší rychlost dosahovala 18 uzlů. Dosah byl 3000 námořních mil při 10 uzlech.

### Modernizace
Během služby byly odstraněny pětihlavňové 37mm kanóny a torpédomety.